# サイエンス・ゴーゴー
『サイエンス・ゴーゴー』は、2002年4月10日から2006年3月16日までNHK教育テレビジョンで放送されていた小学校5年生向けの学校放送（教科：理科）である。

## 概要
小学生の理科離れを深刻に受け止めた教育番組スタッフが、教科書にある単元を、勉強するというよりも楽しく面白く、バラエティで見せるという演出を試みた番組。

## 放送時間
いずれも日本標準時、別の時間帯での再放送あり。
| 期間     | 放送時間             |
| -------- | -------------------- |
| 2002年度 | 水曜日 11:30 - 11:45 |
| 2003年度 | 木曜日 11:45 - 12:00 |
| 2004年度 | 木曜日 10:45 - 11:00 |
| 2005年度 | 木曜日 10:15 - 10:30 |

## キャスト

### 出演者
- 幹てつや
  - 当番組の司会・進行役。
- キー坊（声：不明）
  - 幹が相方と称しているキーボード。

### ナレーター
- 大本眞基子[1]

## 放送リスト
| 回 | タイトル                   | 初回放送日     | 歌                                                  |
| -- | -------------------------- | -------------- | --------------------------------------------------- |
| 1  | 発芽のひみつ               | 2002年04月10日 | 発芽のうた                                          |
| 2  | 植物が育つには             | 2002年04月24日 | ぼくのサイン ～光のシャワー～                       |
| 3  | 天気と気温                 | 2002年05月15日 | 太陽のうた ～サンサン・サンバ～                     |
| 4  | 変わる天気のひみつ         | 2002年05月29日 | 雲のうた ～空を見上げよう～                         |
| 5  | 生命のたんじょう           | 2002年06月12日 | はじめのはじめ                                      |
| 6  | 人のたんじょう             | 2002年06月26日 | へそのおロックンロール                              |
| 7  | 花粉のひみつ               | 2002年07月10日 | 花粉のうた                                          |
| 8  | 台風                       | 2002年08月28日 | 台風のうた                                          |
| 9  | 水が地形をかえる           | 2002年09月18日 | 流れる水 ～水の流れ～                               |
| 10 | 土地をけずる川             | 2002年10月02日 | 石の旅                                              |
| 11 | 水の恵みと災害             | 2002年10月16日 | 水のうた ～水と僕たち～                             |
| 12 | てこのつり合い             | 2002年10月30日 | つりあうかな?                                       |
| 13 | てこのはたらき             | 2002年11月13日 | てこの歌                                            |
| 14 | もののとけかた             | 2002年11月27日 | とけてルンバ                                        |
| 15 | 出てくるけっしょう         | 2002年12月11日 | けっしょうの歌                                      |
| 16 | 雪と季節風                 | 2003年01月08日 | 冬の風                                              |
| 17 | おもりのうごきをしらべよう | 2003年01月29日 | きみはどっち? ～どうしたらいいの?～                 |
| 18 | ふりこのきまり             | 2003年02月12日 | ふりこの歌                                          |
| 19 | おもりのはたらき           | 2003年02月26日 | ぶつけてとばせ!                                     |
| 20 | いのちの科学               | 2003年03月12日 | アカウミガメをおもう歌 ～アカウミガメがやってくる～ |

## スタッフ
- 監修：三木信哉（NHK・教育番組部）
- 構成・ディレクター：三木信哉（NHK）、中村和夫、膳亀由香（モンタージュ）

## 関連CD
- サイエンス・ゴーゴー（2003年9月26日発売、キングレコード） 
  - 番組内で放送されたオリジナルソングを収録したCDアルバム。
  - 収録曲の作詞・作曲・歌唱は全て幹が手掛けている。カラオケ付き。